# 조중 변계 조약
조중 변계 조약(朝中邊界條約, 중국어: 中朝边界条约)은 1962년 10월 12일 조선민주주의인민공화국과 중화인민공화국 양국이 평양에서 체결한 국경 조약이다. 1964년 3월 20일 베이징에서 양국이 의정서(조중 변계 의정서, 중국어 (중국): 中朝边界议定书)를 교환함으로써 발효되었다.

## 조약의 내용
조중 변계 조약은 백두산, 압록강, 두만강 그리고 황해 영해(領海)의 국경선에 관한 내용을 적고 있다.
조약문에 따르면 백두산 천지(天池)의 경계선은 '천지를 둘러싸고 있는 산마루의 서남쪽 안부(鞍部, 안장처럼 들어간 부분)로부터 동북쪽 안부까지를 그은 직선'으로 하고 있으며, 이에 따라 현재 천지의 54.5%는 조선민주주의인민공화국에, 45.5%는 중화인민공화국에 속한다.
또한, 조약에는 압록강과 두만강의 경계 및 두 강의 하중도와 사주(砂洲, 모래톱)의 귀속에 관한 내용도 담고 있는데, 이 조약의 의정서에는 양측 국경의 총 451개 섬과 사주 가운데 조선민주주의인민공화국은 264개의 섬과 사주(총 면적 87.73 km2)에 대해, 중화인민공화국은 187개의 섬과 사주(총 면적 14.93 km2)에 대해 영토권이 있음을 열거하고 있다.

## 역사적 배경

### 조선-청나라 간 국경 교섭
조선과 청나라는 1880년대에 두 차례 걸쳐 백두산과 그 동쪽의 국경을 명확히 획정하기 위한 감계(勘界) 회담을 가졌으나, 회담은 모두 결렬되었다. 제1차 감계회담(1885년)에서는 백두산정계비에 쓰여진 동위토문(東爲土門)의 "토문(土門)"이 두만강을 뜻하는 것인지에 대하여 양측이 다투었다. 당시 조선측은 정계비의 위치상 '토문은 두만강과 별개의 강이다'고 주장하였고, 청측은 양국의 기본적인 국경선이 두만강이라는 전제하에 '토문은 곧 두만강을 지칭한다'고 주장하였다.
제2차 감계회담(1887년)에서 조선측은 백두산 산정(山頂)에서 가장 가까운 두만강 상류인 홍토수(紅土水)를 국경으로 할 것을 주장하였고, 청측은 북포태산(北胞胎山)에서 발원하는 두만강의 지류인 홍단수(紅端水)를 국경으로 주장했다가 조선측 대표인 이중하의 논리에 밀리자 홍토수의 남쪽 지류인 석을수(石乙水)를 경계로 삼자고 수정제의하였다.
1909년 9월 4일, 조선이 외교권을 박탈당한 상태에서 청나라와 일제(日帝)는 간도 협약을 체결하여 두만강을 국경으로 하고, 백두산정계비를 기점으로 하여 석을수를 그 상류의 경계로 정하였다.
1945년 8월 15일, 일제가 패망함으로써 일제가 체결한 조약인 간도 협약은 무효가 되었다. 이에 새로 국경선을 정하기 위해 체결된 조약이 조중 변계 조약이다.
6.25 전쟁 이후 북한과 중국 간 국경선이 명확하게 설정되어 있지 않음에 따라서 양측은 국경선에 대한 교섭을 진행하였다. 당시 북한측에서는 외무성 부상 유장식이 협상 대표단으로, 중국측에서는 희붕비(嬉鵬飛)가 배석하여 협상을 시작하였다. 이 조약은 백두산 · 압록강 · 두만강을 경계로 하는 양국의 국경선을 명확히 하는 내용을 담고 있고, 조선민주주의인민공화국 김일성과 중화인민공화국 저우언라이가 양국을 대표하여 서명하였다

## 조약의 결과
1. 압록강과 두만강을 경계로 한 구역의 획정# 압록강과 두만강을 경계로 한 구역의 획정
2. 압록강 및 두만강 내 하중도에 대한 영유권 확립
3. 조선민주주의인민공화국과 중국 간 영해 기선 설정
4. 조중 간 국경선에 대한 공식 문서 설정

## 조약의 의의와 한계

### 조약의 의의
조중 변계 조약은 백두산의 국경을 자연 경계인 천지(天池)로 하고 그 동쪽 국경을 천지에서 가장 가까운 두만강 상류인 홍토수(紅土水)로 하는 자연스러운 국경을 정함으로써 19세기 후반부터 한세기 동안 논란을 이어 온 백두산과 두만강 상류의 국경선을 명확히 획정했다는 데에 의의가 있다. 또한 이를 통해서 한국 전쟁 이후 한반도 북부와 만주가 연결되는 지점에서 발생한 북중 간 긴장과 충돌의 가능성을 잠식시켰다는 것에서 의의를 갖는다.

### 조약의 한계
조중 변계 조약은 조선민주주의인민공화국과 중화인민공화국 양측이 모두 비밀로 하였기 때문에 그 구체적 내용은 1999년까지 세상에 알려지지 않았다. 이 조약은 양국이 모두 그 체결을 공식적으로 인정한 바 없는 비밀 조약이므로 한반도 통일 과정이나 그 이후에 국경 분쟁의 불씨가 될 가능성을 배제할 수 없다. 그리고 북한과 중국 양측 모두 유엔 사무국에 이러한 조약을 정식으로 등록한 바가 없다.
냉전시대였던 1980년대 초에 백두산 천지(天池)를 북·중 양측이 분할했다는 사실이 한국 사회에 알려진 후 한동안 한국전쟁 참전의 대가로 북측이 천지의 절반을 중국측에 할양했다는 주장이 신뢰할 만한 근거 제시 없이 대북(對北) 불신감에 의존해 사실처럼 받아들여지기도 했으며, 현재도 북측이 토문(土門)을 국경으로 주장하지 않고 간도(間島)의 영토권을 포기했다는 부정적인 평가가 있다.

## 같이 보기
- 백두산정계비
- 간도협약
- 간도
- 옌볜 조선족 자치주
- 장백 조선족 자치현
- 녹둔도